# Toni Benetton
Toni Benetton, nato Antonio (pronuncia Benettón; Treviso, 16 febbraio 1910 – Treviso, 27 febbraio 1996), è stato uno scultore italiano.
Artista di fama internazionale, le sue opere si trovano nei musei di tutto il mondo, come al Museo di Arte Moderna di Düsseldorf, all'Hirshhorn Museum and Sculpture Garden di Washington, al Museum Beelden aan Zee di Scheveningen, all'Hakone Open-Air Museum di Tokio.

## Biografia e formazione artistica
Inizia giovanissimo a lavorare il ferro nell'officina dello zio fabbro. In seguito frequenta l'Accademia di belle arti di Venezia sotto la guida di Arturo Martini.
Nel 1957 vince la medaglia d'oro alla Mostra triennale delle produzioni d'arte di Milano (sezione metalli).
Nel 1960, consigliato dall'architetto Carlo Scarpa, lo scultore espone alcune opere al giardino Salomon di Solighetto, popolando la tenuta di grandi figure di ferro rappresentanti animali, ballerine, santi ed eroi. Lo stesso anno vince il primo premio alla II Triennale del Bureau des Arts di Parigi. 
Nel 1961 vince il premio nazionale di pittura e scultura "Luigi Lanzi" a Corridonia, mentre nel 1963 vince la medaglia d'oro della XVII Fiera di Pordenone. Nel 1965 gli viene assegnato il riconoscimento più prestigioso: il premio per la plastica monumentale alla Quadriennale del metallo di Lindau per la scultura "Le Anime - Memorie di una cattedrale".
Nel 1964 rappresenta l'Italia al Congresso Mondiale dell'Arte di New York.
Nel 1967 fonda, presso villa "La Marignana" di Marocco (Mogliano Veneto), l'Accademia Internazionale del Ferro Battuto: lo scopo di Benetton era quello di creare una scuola specifica per la lavorazione del ferro e un punto di riferimento per gli scultori del settore. La scuola verrà chiusa nel 1980 per motivi economici.
Nel 1977 vince a Napoli la medaglia d'oro del Premio Pontano e nel 1978 partecipa alla prima edizione della Mostra toscana di scultura.
Nel 1986 espone alla 52ª Biennale di Venezia due delle sue opere più conosciute: Grande Colonna (esposta presso il Parco San Giuliano di Mestre) e Grande Sfera.
Nel 1995 conquista il primo premio assoluto per la scultura a Dubrovnik.
Nel 1996, a seguito di un intervento cardiaco, l'artista muore a Treviso.
Il Museo "Toni Benetton" di Mogliano Veneto raccoglie la maggior parte dei suoi lavori.

## Stile
Si tratta di un autore piuttosto eclettico: il suo stile va da un inizio figurativo per evolversi poi in arte astratta; da piccole sculture passa alle macrosculture e ai semoventi (dove il ferro è reso plastico da circuiti elettronici) pensati per ambienti esterni e urbani. Ha lavorato con diversi materiali come bronzo, gesso e acquerello, tuttavia ha prediletto il ferro, con cui ha realizzato la maggior parte delle sue creazioni. Altro materiale amato da Benetton fu la terracotta, poiché implica un contatto diretto con la materia e, grazie ai tempi più immediati, l'artista può apprezzare il rapido concretizzarsi la sua idea.
Punto cruciale del suo stile è dunque l'esposizione all'aperto: dagli anni '50 e '60 le sue opere vengono realizzate per i centri urbani e i parchi (si vedano gli esempi della Marignana e del giardino Salomon). La lastra si arricchisce di tagli per permettere alla luce di penetrare la materia e il ferro allo stato naturale si arrugginisce. Le sculture divengono solide opere ingegneristiche in grado di sostenere gli agenti atmosferici, pur mantenendo la loro leggerezza. A questo proposito si può citare la serie Townscape, progetti urbanistici basati su forme statiche e solide poiché pensati per grandi complessi architettonici. Lo scopo di queste strutture è quello di migliorare i quartieri degradati: ogni ambiente necessita di soluzioni adeguate che tengano conto di parametri e tipologie edilizie. Spicca, in quest'ambito, il progetto Porta per Venezia.

## Opere

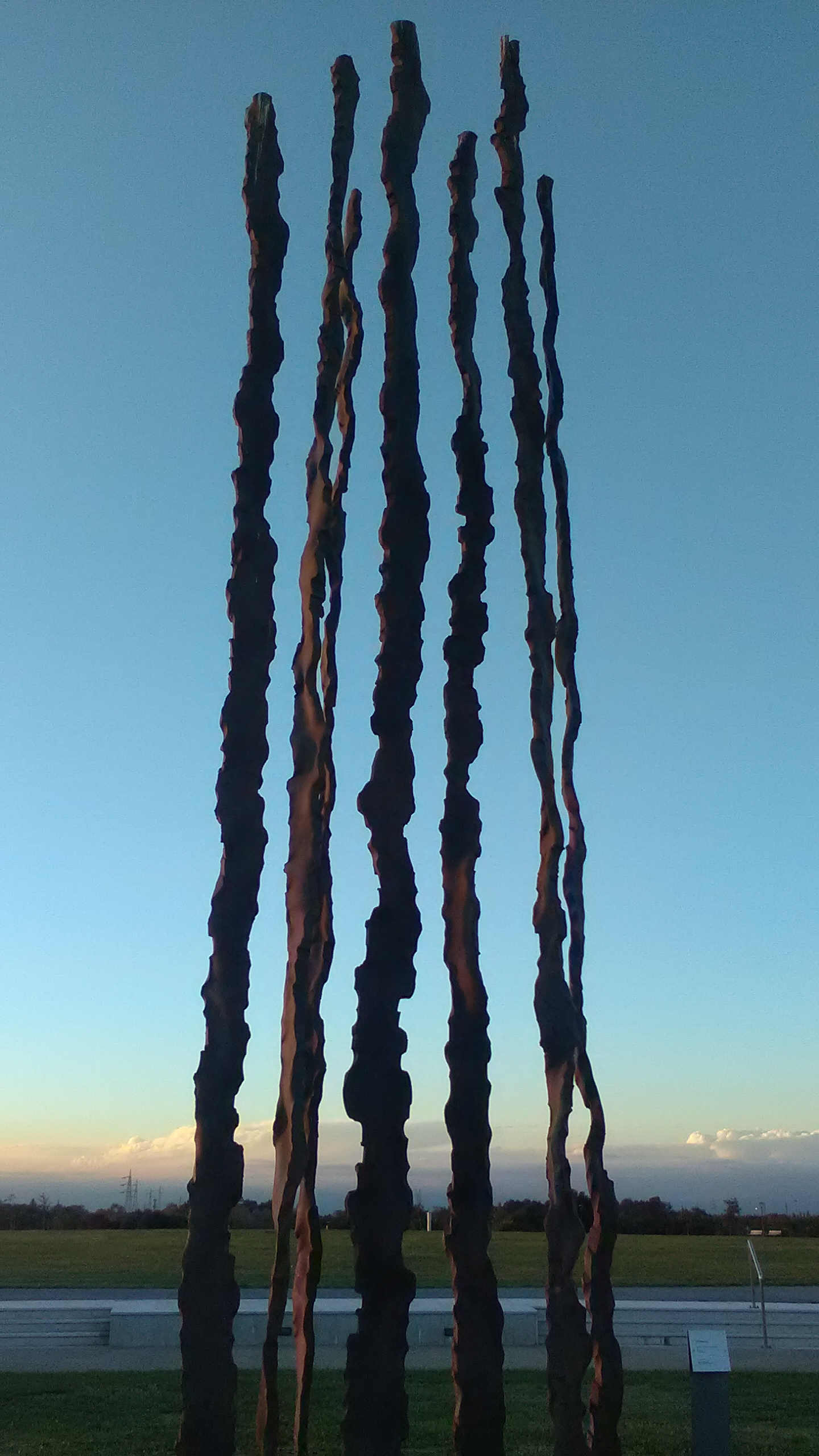
Le anime - Memorie di una cattedrale (Parco San Giuliano di Mestre, 1964)

- L'ostacolista (1938) - Museo Toni Benetton;
- Autoritratto (1950) - Museo Toni Benetton;
- Ballerini (1951) - Museo Toni Benetton (parco);
- Donna che cammina (1951) - Museum Beelden aan Zee di Scheveningen;
- Ritratto dell'ingegnere Pitacco (1953) - Museum Beelden aan Zee di Scheveningen. Opera realizzata attraverso la saldatura di piccoli pezzi di ferro utilizzando la fiamma ossidrica;
- Cristo (1954) - Museo Toni Benetton;
- Scultura in bronzo dorato raffigurante il Pontefice S. Pio X (1954) - Duomo di Treviso;
- Topi (1955) - Museo Toni Benetton;
- Motivo floreale (1955) - Museo Toni Benetton;
- Pinguino (1955-56) - Museo Toni Benetton;
- Toro (1957) - al Museo Toni Benetton;
- Fili di Ferro (fiori) (1957) - Museo Toni Benetton;
- Cristo (1957) - Museo Toni Benetton;
- Piviere (1959) - al Museo Toni Benetton;
- Silhouette n. 3 (1959) - Museo Toni Benetton;
- San Francesco n. 4 (1959) - Museo Toni Benetton;
- Toro (1959-60) - Museo Toni Benetton (parco);
- Toro (1960) - Museo Toni Benetton (parco);
- Motivo floreale (1960) - Museo Toni Benetton;
- Le Donne (1960) - Museo Toni Benetton (parco). Alta 230 cm, realizzata attraverso il taglio di lastre di ferro sagomate a caldo;
- Il ladro (1961) - Museo Toni Benetton;
- Chiodo umanizzato (1962) - Museo Toni Benetton;
- Ectoplasma (1962) - Museo Toni Benetton;
- Crocifisso (1963) - Chiesa S. Giovanni di Dio - Montecchio Precalcino (Vicenza);
- Le anime (1964) - Museo Toni Benetton (parco);
- Pigna (1967-68) - Museo Toni Benetton;
- Il Cristo (1972) - Museo Toni Benetton (parco);
- Toro n. 8 (1960-62) - Museo Toni Benetton;
- Monache (1961) - Hakone Open-Air Museum di Tokyo. Alta 400 cm, è composta da quattro elementi triangolari in lamiera di ferro forgiata posti vicini tra loro e tutti rivolti nella stessa direzione; osservandola si ha il senso di figure che camminano;
- Atmosfera di un volto (1965) - Museo Toni Benetton;
- Forme Ogivali (1967-68) - Museo Toni Benetton. È una delle opere che meglio rappresenta lo scultore per la sua armoniosa fusione con l'ambiente; la struttura appare leggerissima, nonostante i suoi centoquaranta quintali di ferro e il calcestruzzo che la ancora al suolo; l'effetto visivo è quello di nastri di tessuto alzati dal vento;
- Gatto che salta (1968) - Museo Toni Benetton;
- Cristo nella civiltà delle macchine (1968) - Museo Toni Benetton (parco);
- Apocalisse (1968) - Esterno di una casa in Via Sommavilla a Canale d'Agordo;
- Croce (1968) - Museo Toni Benetton;
- Tunnel (1969) - Museo Toni Benetton;
- Sassi (1970) - Museo Toni Benetton;
- Cigno (1972) - al Museo Toni Benetton;
- Cavallino (1972) - al Museo Toni Benetton;
- Sintesi animale n. 5 (1972) - Museo Toni Benetton;
- Sintesi animale n. 9 (1972) - Museo Toni Benetton;
- Proposta nuovo spazio (1973) - Museo Toni Benetton;
- Proposta nuovo spazio (1974) - Museo Toni Benetton;
- Proposta nuovo spazio n. 6 (1974) - Museo Toni Benetton;

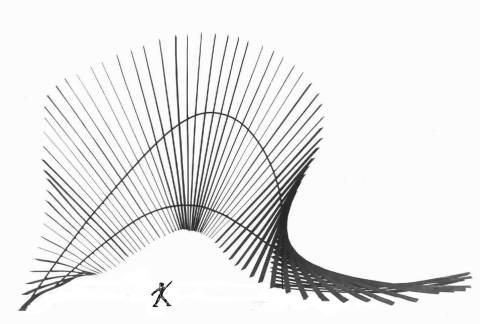
Generatrici, scultura in ferro, Museo Toni Benetton

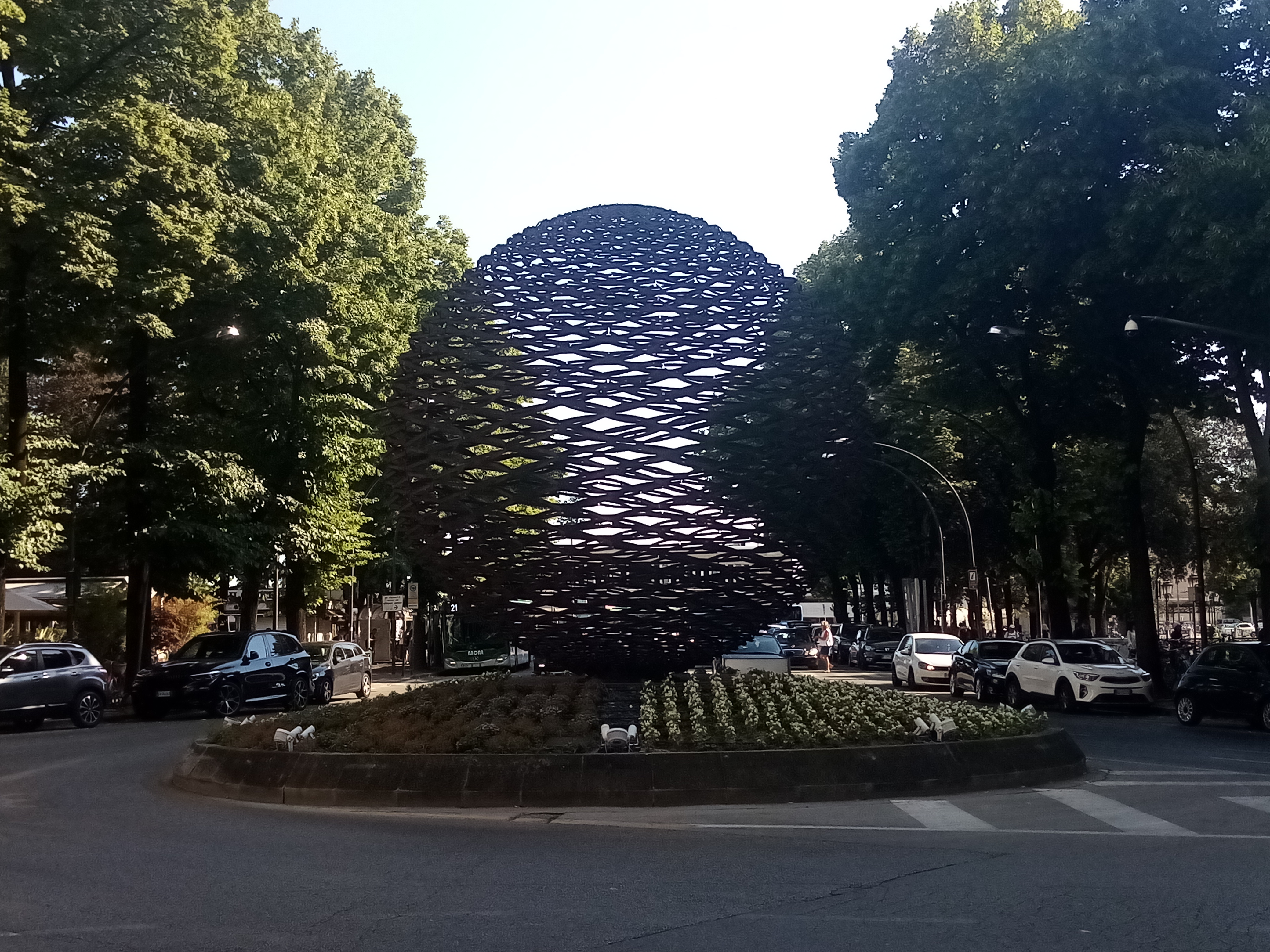
La grande sfera, Treviso, via Roma

- Linee generatrici (1974) - Museo Toni Benetton;
- Linee generatrici n. 8 (1974) - Museo Toni Benetton;
- La grande ala (1974) - Museo Toni Benetton;
- La grande molla (1975) - Museo Toni Benetton (parco);
- La grande sfera (1975) - Treviso, via Roma. Riprende la forma perfetta ed equilibrata della sfera, anche se trasmette un senso di disturbo perché collocata, nel 1999, in una rotatoria nei pressi della stazione di Treviso; è costituita da moduli di acciaio cor-ten, tagliati e saldati tra loro, alternando forme concave e convesse; i moduli che la compongono, si ingrandiscono e si restringono in base all'ampiezza del raggio; per le dimensioni, la scultura dovette essere tagliata e riassemblata sul posto. Venne esposta per la prima volta al centro del Prato della Valle a Padova, nel 1975, nell'ambito della 10ª Biennale del Bronzetto e della Piccola Scultura; rimase a Padova fino al 1979;
- Monumento ai donatori del sangue (1976) - Treviso, piazza Donatori di Sangue;
- Due gatti (1978) - Museo Toni Benetton (parco);
- Gatto n. 4 (1978) - Museo Toni Benetton;
- Grande Colonna (1982) - Parco San Giuliano, Mestre
- Townscape n. 2 (1984) - Museo Toni Benetton;
- Townscape n. 4 (1986) - Museo Toni Benetton;
- Toccata (1988) - Museo Toni Benetton (parco);
- Al fer (1990) - Cibiana di Cadore[9];
- Trasformazione (1992) - Museo Toni Benetton (parco);
- Trasformazione (1992) - Museo Toni Benetton (parco);
- Trasformazione (1994) - Museo Toni Benetton (parco);
- Acrobati 1 (1995) - Museo Toni Benetton;
- Acrobati 2 (1995) - Museo Toni Benetton;
- Acrobati 3 (1995) - Museo Toni Benetton;
- Acrobati 4 (1995) - Museo Toni Benetton;